# Ispettore generale della Bundeswehr
Ispettore generale della Bundeswehr (in tedesco: Generalinspekteur der Bundeswehr) è la denominazione ufficiale che spetta, nell'ordinamento della Repubblica Federale Tedesca, alla massima autorità militare della nazione. L'ispettore generale è il dirigente superiore delle tre forze armate della Bundeswehr e svolge le funzioni di consulente tecnico del ministro della difesa federale. Egli in tempo di pace è il responsabile amministrativo della Bundeswehr e controlla pianificazione, equipaggiamento, addestramento e prontezza operativa delle forze armate federali. In tempo di guerra assumerebbe le funzioni di comando militare sottoposto alle direttive politiche del ministro e del governo federale.
L'attuale Ispettore generale della Bundeswehr è il generale Carsten Breuer.

## Funzioni dell'Ispettore generale della Bundeswehr
Tutti gli ispettori generali della Bundeswehr sono stati scelti tra ufficiali superiori con il grado di generale (con quattro stelle) o ammiraglio. L'ispettore generale è contemporaneamente il capo del Führungsstab der Streitkräfte, lo stato maggiore delle forze armate all'interno del Ministero della difesa federale e il consigliere militare del ministro federale che in tempo di pace è, secondo la terminologia tedesca, Inhaber der Befehls- und Kommandogewalt, la suprema autorità di comando.

Stendardo dell'Ispettore generale della Bundeswehr.

Dipendono e sono subordinati all'Ispettore generale della Bundeswehr i comandanti superiori delle singole branche delle forze armate tedesche: l'Ispettore generale dell'Esercito (Heer), della Marina (Deutsche Marine), dell'aviazione (Luftwaffe), e i comandanti dei servizi di supporto combinati e del servizio medico congiunto.
Il termine tedesco Generalinspekteur – "Ispettore generale" – che designa il capo militare responsabile delle forze armate federali venne adottato volutamente per evitare di utilizzare il termine Generalstabschef ("Capo di Stato maggiore generale") che storicamente avrebbe potuto richiamare l'infausta memoria dello stato maggiore tedesco del II Reich e della Germania nazista a cui era collegato il mito negativo del militarismo e imperialismo tedesco. Al momento della creazione della Bundeswehr nel 1955 si ritenne assolutamente inappropriato ogni riferimento a strutture militari del passato che potessero rievocare il deplorevole e criminale comportamento della Wehrmacht nella Seconda guerra mondiale. Di conseguenza la Bundeswehr non ebbe uno "Stato maggiore generale" (Generalstab) ma uno "Stato maggiore esecutivo" (Führungsstab).
L'ispettore generale della Bundeswehr risiede in uffici assegnati all'interno del Ministero federale della difesa attualmente a Berlino; egli viene nominato al suo alto incarico su proposta del ministro ma il suo mandato è indipendente e non è connesso a quello del ministro della difesa. L'ispettore generale è completamente subordinato al potere politico esercito dal ministro federale della difesa, coadiuvato da quattro sottosegretari, di cui due membri del Parlamento federale e due provenienti dalla carriera ministeriale.
Dal 1970 inoltre con l'ispettore generale collabora il generale responsabile del commissariato per l'istruzione e la formazione delle truppe anche se egli conserva il diritto di ispezione e controllo sui reparti per le questioni di istruzione, formazione e comando.

## Elenco degli Ispettori generali della Bundeswehr
| Nr. | Grado militare e nome                        | Immagine | Inizio incarico  | Fine incarico     | Ministri della difesa                                                                             |
| --- | -------------------------------------------- | -------- | ---------------- | ----------------- | ------------------------------------------------------------------------------------------------- |
| 1   | Generale Adolf Heusinger (Heer)              |          | 1º giugno 1957   | 31 marzo 1961     | Franz Josef Strauß (CSU)                                                                          |
| 2   | Generale Friedrich Foertsch (Heer)           |          | 1º aprile 1961   | 31 dicembre 1963  | Franz Josef Strauß (CSU) Kai-Uwe von Hassel (CDU)                                                 |
| 3   | Generale Heinz Trettner (Heer)               |          | 1º gennaio 1964  | 25 agosto 1966    | Kai-Uwe von Hassel (CDU)                                                                          |
| 4   | Generale Ulrich de Maizière (Heer)           |          | 25 agosto 1966   | 31 marzo 1972     | Kai-Uwe von Hassel (CDU) Gerhard Schröder (CDU) Helmut Schmidt (SPD)                              |
| 5   | Ammiraglio Armin Zimmermann (Bundesmarine)   |          | 1º aprile 1972   | 30 novembre 1976  | Georg Leber (SPD)                                                                                 |
| 6   | Generale Harald Wust (Luftwaffe)             |          | 21 dicembre 1976 | 11 dicembre 1978  | Georg Leber (SPD)                                                                                 |
| 7   | Generale Jürgen Brandt (Heer)                |          | 12 dicembre 1978 | 31 marzo 1983     | Hans Apel (SPD) Manfred Wörner (CDU)                                                              |
| 8   | Generale Wolfgang Altenburg (Heer)           |          | 1º aprile 1983   | 30 settembre 1986 | Manfred Wörner (CDU)                                                                              |
| 9   | Ammiraglio Dieter Wellershoff (Bundesmarine) |          | 1º ottobre 1986  | 30 settembre 1991 | Manfred Wörner (CDU) Rupert Scholz (CDU) Gerhard Stoltenberg (CDU)                                |
| 10  | Generale Klaus Naumann (Heer)                |          | 1º ottobre 1991  | 8 febbraio 1996   | Gerhard Stoltenberg (CDU) Volker Rühe (CDU)                                                       |
| 11  | Generale Hartmut Bagger (Heer)               |          | 8 febbraio 1996  | 31 marzo 1999     | Volker Rühe (CDU) Rudolf Scharping (SPD)                                                          |
| 12  | Generale Hans-Peter von Kirchbach (Heer)     |          | 1º aprile 1999   | 30 giugno 2000    | Rudolf Scharping (SPD)                                                                            |
| 13  | Generale Harald Kujat (Luftwaffe)            |          | 1º luglio 2000   | 30 giugno 2002    | Rudolf Scharping (SPD)                                                                            |
| 14  | Generale Wolfgang Schneiderhan (Heer)        |          | 1º luglio 2002   | 26 novembre 2009  | Rudolf Scharping (SPD) Peter Struck (SPD) Franz Josef Jung (CDU) Karl-Theodor zu Guttenberg (CSU) |
| 15  | Generale Volker Wieker (Heer)                |          | 21 gennaio 2010  | 18 aprile 2018    | Karl-Theodor zu Guttenberg (CSU) Thomas de Maizière (CDU) Ursula von der Leyen (CDU)              |
| 16  | Generale Eberhard Zorn (Heer)                |          | 19 aprile 2018   | 16 marzo 2023     | Ursula von der Leyen (CDU) Annegret Kramp-Karrenbauer (CDU)                                       |
| 17  | Generale Carsten Breuer (Heer)               |          | 17 marzo 2023    | ---               | Boris Pistorius (SPD)                                                                             |